# 大塚シノブ
大塚 シノブ（おおつか シノブ、6月5日 - ）は、日本の女優。神奈川県出身。
2005年ごろから中国で日本人女優・モデルとして活動。現在は活動の拠点を日本に移している。特技は、中国語、乗馬。

## 略歴
日本でのCM出演などを経て、2003年に中国政府奨学金留学生として、中国・北京に留学。北京電影学院中国語別科を経て、現在はハリウッド女優となったチャン・ツィイーやコン・リーをはじめ、多くの有名俳優を輩出してきた名門俳優養成大学・中央戯劇学院で演技と監督を学ぶ。
中央戯劇学院で学びながら、モデルとして中国の人気ファッション誌『時尚』（中国版COSMOPOLITAN）、『瑞麗』（中国版Ray）、『今日風彩』（中国版Oggi）、『今日佳麗』（中国版CanCam）など20誌以上に登場し、たびたび表紙も飾るなど、人気モデルとして活躍した。
その後2005年には、香港で化粧品ブランド・FANCLの創業25周年イメージキャラクターに抜擢され、CM・ポスター・ビルボードなど大々的に活躍した。これをきっかけに、中国本土のみならず、香港・マカオでも多くのメディアに取り上げられる。それまでの香港FANCLのイメージキャラクターには、現地の人気女優が起用されることが通例で、外国人モデルが抜擢されたのは異例のことであり、かつ香港の化粧品業界では史上初めての日本人の起用であった。
中国ではモデル活動のほか、映画・ドラマにも出演。北京オリンピックを前に中国で放送されたドラマ『2008 北京までの旅』や映画『記録黎明』（邦題『キネマの大地』 第9回NHKアジア・フィルム・フェスティバル招待作品）ではヒロインを演じるなど活躍を見せた。
その後、2007年公開の日中合作映画『夜の上海』に抜擢され、この映画の日本公開頃から日本でのドラマ出演も開始。現在は活動拠点を日本に移している。
現在は、ドラマ・映画などの女優業をメインとしているが、中国で人気モデルとして活躍してきたその美貌を生かし、2009年には化粧品ブランド・マードゥレクス「Ex:beaute」のイメージキャラクターをつとめるなど、CM・広告でも活躍している。
2011年、日本とシンガポール、両国初の合作テレビドラマ『ムーンケーキ』（TBS/MediaCorp）にヒロインとして主演。相手役はシンガポールのトップ俳優の一人で、シンガポールスターアワード2011で「主演男優賞」および「Top 10 Most Popular Male Artists」を受賞したQi YuWu（戚玉武）。プロデューサーは貴島誠一郎。
中国での活躍後、活動拠点を日本に移してからはスターダストプロモーションに所属していた。女優、モデルのほか、映画ライター等としても活動している模様。

## 人物・エピソード
- 中国では、現地俳優の慣例にしたがって年齢非公表で活動していたことから、活動拠点を日本に移してからも、引き続き年齢は公表していない模様。映画やドラマでは20代全般の役を幅広く演じている。
- 中国には血縁のない日本人であるが、ドラマや映画で中国語を披露している。中国作品のほか、日本では『ワイルドライフ〜国境なき獣医師団R.E.D.〜 パンダの涙』（李華蓮役）や『東京リトル・ラブ』（フェイ役）など、中国人や台湾人の役を演じることもある。
- 中国作品では、ヴィッキー・チャオ、ディラン・クォ、サム・リー、ケン・チュウ（台湾の人気アイドルグループF4メンバー）など、中華圏の人気俳優陣と共演している。
- 中国に渡った理由として、中国渡航前に一人旅で訪れたモンゴルでの出来事がきっかけの一つだったと語っている。モンゴル草原を乗馬で移動し、ゲルに宿泊するという旅の途中、行程を共にする参加者の一人で、大塚と同じく一人旅だったことから親しくなった70代の日本人男性が、最終日のゴール直前で落馬し、そのまま息を引き取ったという。人の死を目前で目の当たりにした大塚は、それをきっかけに「人生は一度きり。しかもどんな災難が突然降りかかるかもわからない。それなら情熱を傾けられる場所で、悔いのないよう人生を全うしたい」、「これまでその純粋さと力強さに感銘を受けてきた中国大陸の映画に関わりたい」と決意。現地で本格的に演技や映画について学ぶため、その後すぐに中国政府奨学金留学生試験を受験し、合格、中国に渡ったと語っている[1]。
- 中国ファッション誌中最多の売上部数を誇る人気雑誌『瑞麗』（中国版Ray）では、同誌史上初の外国人表紙モデルとなった。日本版『Ray』の表紙が中国版にもそのまま転用され、日本の人気タレント・モデルが表紙になる例はあるが、中国版独自の表紙としては初の外国人モデル起用であった。
- 中国で活動中、中国内で反日デモが繰り広げられた時期があり、出演が決まっていた映画やドラマの話も、日本人であることを理由に取り消されたことがあった[2]。
- 中国での活躍ぶりを聞きつけた日本人ジャーナリストからもたびたび取材を受け、2005年の『朝日新聞』「ひと」コーナーをはじめ、いくつかの日本メディアに「アジアで活躍する日本人」として取り上げられていた。特に朝日新聞では、上記の反日デモにより出演が取り消された映画やドラマについても語り、外国で日本人が仕事をしていくことの難しさにも言及。しかし「くじけそうな時は自分にこう言い聞かせる。 “私は『温室の花』じゃない。風が吹いても倒れない”。」と締めくくり、反響を呼んだ。
- 女優・モデル活動のほか、日中交流に関する執筆や対談なども行っていて、NHKと中国CRIの日中同時放送ラジオ番組や、日本経済新聞電子版などで、日中交流や中国ビジネスなどについて、自身の中国での経験をもとに語っている。
- 2009年3月には、神戸コレクション2009上海公演に、日本からのゲストモデルとして登場し、久々に中国人ファンの前に姿を見せた。
- 心理フラワーカウンセラーの資格を持っている[3]。

## 出演作品

### 映画
- 東京審判（2006年 中国）
- 記録黎明（2007年（公開は2008年） 中国）（邦題：キネマの大地） - 末永真理子役
- スピードマスター（2007年）
- 夜の上海（2007年 日中合作） - 原理恵役

### テレビドラマ
- 26週長編歴史ドラマ 徳齢公主（2007年 中国CCTV）
- 2008 北京までの旅（2007年 中国） - 主演
- ワイルドライフ〜国境なき獣医師団R.E.D.〜 パンダの涙（2008年 NHK） - 李華蓮役
- 新撰組 PEACE MAKER（2010年 毎日放送/TBS） - 真夜役
- ドラマW その時までサヨナラ（2010年 WOWOW） - 川田紀子役
- 東京リトル・ラブ（2010年 フジテレビ）- フェイ役
  - ファーストシーズン
  - セカンドシーズン（第1話のみ）
  - サードシーズン
- ムーンケーキ　日本・シンガポール合作ドラマ　（2011年 日本TBS/シンガポールMediaCorp）- 主演　川久保美月役
- 陽だまりの樹（2012年 NHK BSプレミアム） - おつね役

### テレビ
- ほっと@アジア  金曜特集：日中を舞台に飛躍　女優・大塚シノブの挑戦 (2011年NHK BS1)

### WEBドラマ
- TOKYO PROM QUEEN（2008年） - 主演 藤本ケイ役

### 舞台
- 松本清張生誕100年記念 黒革の手帖（2009年明治座） - 島崎すみ江役

### ラジオ
- 中日国交正常化35周年特別企画 中日インターネット対話〜文化がつなぐ中日の絆〜（2007年 NHK/中国CRI）
- NHK WORLD RADIO JAPAN 特集：女優・大塚シノブ（2010年 NHK アジア地域向け放送）

### PV
- MONKEY MAJIK 「HERO」（2012年）

### 司会
- 第23回 東京国際映画祭 2010 東京・中国映画週間 （2010年 日本）

### CM・広告
- MTV 企業広告（2004年 アメリカ・アジア）
- FANCL（2005年 香港・中国・マカオ） - ファンケル創業25周年イメージキャラクター
- 花王 SIFONE（2007年 香港）
- Remy Martin（2007年 香港・中国）
- 貞水化粧品（2007年 中国）
- マードゥレクス Ex:beaute（2009年 日本） - イメージキャラクター
- 三菱自動車 RVR ROADEST（2011年 日本）
- ANA（2011年 シンガポール） - 主演ドラマ「ムーンケーキ」放送枠内インフォマーシャル

### 雑誌
中国
- 瑞麗（Ray）（表紙）
- 時尚（COSMOPOLITAN）
- 今日佳麗（CanCam）
- 今日風彩（Oggi）
- 北京Walker（表紙）
- 現代服装（MISS）
- 健与美（表紙）
- 安（25ans）（表紙）
- ef
- With
- madameFIGARO
- 都市主婦
- 好主婦
- 女友
- 感覚
- 職業女性
- 美眉

他多数
香港
- Touch（表紙）
- Fashion & beauty（表紙）
- Monday（表紙）
- EastWeek（表紙）
- MI（表紙）

他多数